# Berlanga (Badajoz)
Berlanga es un municipio español, perteneciente a la provincia de Badajoz (comunidad autónoma de Extremadura).

## Geografía
Integrado en la comarca de Campiña Sur, se sitúa a 135 kilómetros de Badajoz. El término municipal está atravesado por la carretera N-432, entre los pK 121-124 y 129-136, y por carreteras locales que se dirigen a Maguilla e Higuera de Llerena. El relieve del municipio es predominantemente llano, destacando en el territorio el arroyo Culebra, que pasa cerca del pueblo dando lugar al Parque Natural Las Quinientas. Al oeste, el arroyo del Conejo represa sus aguas en el embalse de Llerena, en el límite con Higuera de Llerena. La altitud oscila entre los 623 metros al sur (Las Garzonas) y los 520 metros al norte, a orillas del arroyo Culebra. 
El municipio de Ahillones es un enclave dentro del territorio de Berlanga.  
| Noroeste: Higuera de Llerena                                    | Norte: Maguilla                  | Nordeste: Azuaga |
| Oeste: Higuera de Llerena, Casas de Reina y Ahillones (exclave) |                                  | Este: Azuaga     |
| Suroeste: Casas de Reina y Reina                                | Sur: Reina y Valverde de Llerena | Sureste: Azuaga  |

## Demografía
Berlanga cuenta con una población de 2214 habitantes (INE 2024).
| Gráfica de evolución demográfica de Berlanga entre 1842 y 2021                                                        |
| |
| Población de derecho según los censos de población del INE. Población de hecho según los censos de población del INE. |

| 2732          | 2716 | 2697 | 2612 | 2546 | 2486 | 2458 | 2412 | 2343 |
| (Fuente: INE) |      |      |      |      |      |      |      |      |

## Historia
La historia del hombre dentro del término de Berlanga la podemos comenzar en el Neolítico, pues hay una piedra basáltica encontrada en Los Carriles que podemos datar hacia el año 5000 a. C. aproximadamente. También se ha encontrado un vaso campaniforme en La Nava. 
De época romana datan ánforas, lucernas, basas, una piedra sepulcral y posiblemente los cimientos del conocido como puente romano. Además, parece ser que las minas de plomo fueron explotadas ya por los romanos, sacando de ellas pequeñas cantidades de plata.
Durante el periodo árabe hay presencia musulmana en la comarca: Azuaga, Maguilla. En el término se han encontrado monedas. Probablemente un asentamiento en la zona.
Tras la invasión cristiana, la comarca de Reina pasa a la Orden de Santiago (1246). Berlanga no aparece en los documentos de la época. Tal vez existiera el núcleo poblacional, pero no puede ser probado con rigor científico. 
Una hipótesis es que fue establecido como nuevo núcleo siguiendo el capítulo de la orden de Santiago, de 1275 y que vinieran a poblar Berlanga, gente de Berlanga de Duero (Soria). De ahí el topónimo y la devoción a Santo Domingo. 
En 1494, según los libros de visita de la Orden de Santiago, Berlanga tenía 200 vecinos. Era ya una villa de relativa importancia, lo que nos hace pensar que llevaba consolidada un largo período. 
Entre 1493 y 1539 emigraron a América 26 berlangueños. 
En 1552 había 435 vecinos; en 1587, 480; en 1591, 557 (recordamos que se cuentan como vecinos únicamente los cabezas de familia, para esta época podemos multiplicar estos vecinos por un índice 4 o 5). 
Felipe II pide facultad para vender “la villa de Berlanga, el lugar de Valverde y un cuarto de legua de Azuaga”. Para ello se hace un inventario del pueblo (que permanece en el Archivo Municipal de Berlanga), durante los años 1563, 64, 65, 66 y 67. La compra se hace efectiva el 15 de marzo de 1590, por la marquesa de Villanueva del Río, incorporándose este marquesado después a la casa de Alba, por lo que Berlanga pasó a dicha casa. Costó 60.378.027 maravedíes. 
Dos documentos más nos dan un pleno conocimiento de la Berlanga del siglo XVI: “Las Ordenanzas Municipales de la villa de Berlanga (1574)” y la “Regla Fundacional de la Hermandad de la Veracruz de la villa de Berlanga (1567). 
Durante el XVIII, Berlanga contaba con 1100 vecinos. Era uno de los núcleos más populosos de la comarca. El pueblo seguía bajo el Señorío de la Casa de Alba a la que pertenecían los diezmos de los frutos y productos, a excepción de los granos y semillas que eran de la Mesa Maestral de Santiago.La economía del XVIII la conocemos bien gracias al Interrogatorio de la Real Audiencia de 1752. En el sector primario trabajaban 803 vecinos. Del secundario, 130 eran obreros de la fábrica de lana, 60 eran artesanos. Había siete mesones.
Había dos dehesas boyales de pasto y labor y otra en el término, la del Rosal, propiedad del conde de Cifuentes. Había 13 huertas. 
En Berlanga había una Real Fábrica de Paños. En ella trabajaban maestros oficiales y aprendices y casi todas las mujeres del pueblo, que realizaban el trabajo en sus propios domicilios. Los responsables del informe enviado a la Audiencia insisten en la necesidad de fomentar esta actividad. Los excedentes eran vendidos a Llerena, la Serena, la Mancha, Andalucía y al condado de Niebla. Entre las dificultades con las que se encontraban, destacaba la carencia de leña en el término, que era traída de Azuaga, Campillo, Maguilla o Guadalcanal.
En 1727, el doctor Cristóbal Díez Vizuete, en su testamento, hace la fundación de un hospital de la caridad para enfermos pobres, que recibió el nombre de Espíritu Santo. Funcionaba con las donaciones de los vecinos. 
Berlanga tiene un pequeño papel, en los inicios del XIX con la participación en la Guerra de la Independencia. El alcalde afrancesado que había en el pueblo, fue expulsado y sus propiedades destruidas. Un destacamento francés se presentó en el pueblo con el cometido de dar un escarmiento. Entre “el Cerro Pelao” y “la Albuera” se produjo una pequeña escaramuza entre los franceses y varios españoles e ingleses. Siendo inferiores los españoles e ingleses, perdieron y poco antes de entrar intervino el que más tarde sería obispo de Ceuta, José Sánchez Barragán y Vera, salvando al pueblo de lo que pudo ser una clara revancha. 
En este siglo vive Berlanga, igual que el resto del país, un periodo de progresos y retrocesos, de cambios, ceses, etc.
A fines de siglo, hay ciclos de hambre que van a quedar reflejados en las actas de pleno del Ayuntamiento en protestas a las puertas de la Casa Consistorial por parte de las madres de familia; lo que se podría denominar pequeños intentos de motines de hambre. 
A fines del XIX van a reanudarse las explotaciones mineras del término de Berlanga; algunas estarán abiertas hasta fines de los años cuarenta, siendo su mayor rendimiento antes de la Guerra Civil. Estas minas muy probablemente estuvieran explotándose en época romana. Debieron dar pe plata en pequeñas cantidades, pues era este el metal más buscado por ellos. 
Las minas daban plomo. Sus nombres eran: El Corral, El Zapo, El Calvo, La Dehesa, Reznique, Los Gemelos, El Chaparral, Arroyo Conejo, San Miguel, Pozo la Milla. Su explotación estaba en manos de capital francés. Los mineros fueron protagonistas de las revueltas de la República, los mítines y levantamientos.
La venida de la Segunda República traerá ilusiones, ansias de mejorar, expropiaciones, cambios, sueños, nuevas rotaciones de tierras. Todo se verá truncado en julio del 36. 
Los años 60, 70 verán una etapa muy característica en Extremadura: la emigración a países como Alemania o a Suiza o a regiones del país. Berlanga verá reducido su número de habitantes en casi la mitad. 
Con la venida de la Democracia, Berlanga empezará un periodo de cambios y reformas que han ido aumentando hasta encontrar una Berlanga cambiada. La Berlanga que hoy vemos, con piscina, unas ermitas reformadas, plazas, calles reformadas, un polideportivo, el polígono industrial y como colofón, nuestro Parque Reserva Natural Las Quinientas.
El día 16 de noviembre de 2024, tuvo lugar la maravillosa ceremonia entre los dos grandes aviadores David y Marina. Viva los novios.

## Patrimonio

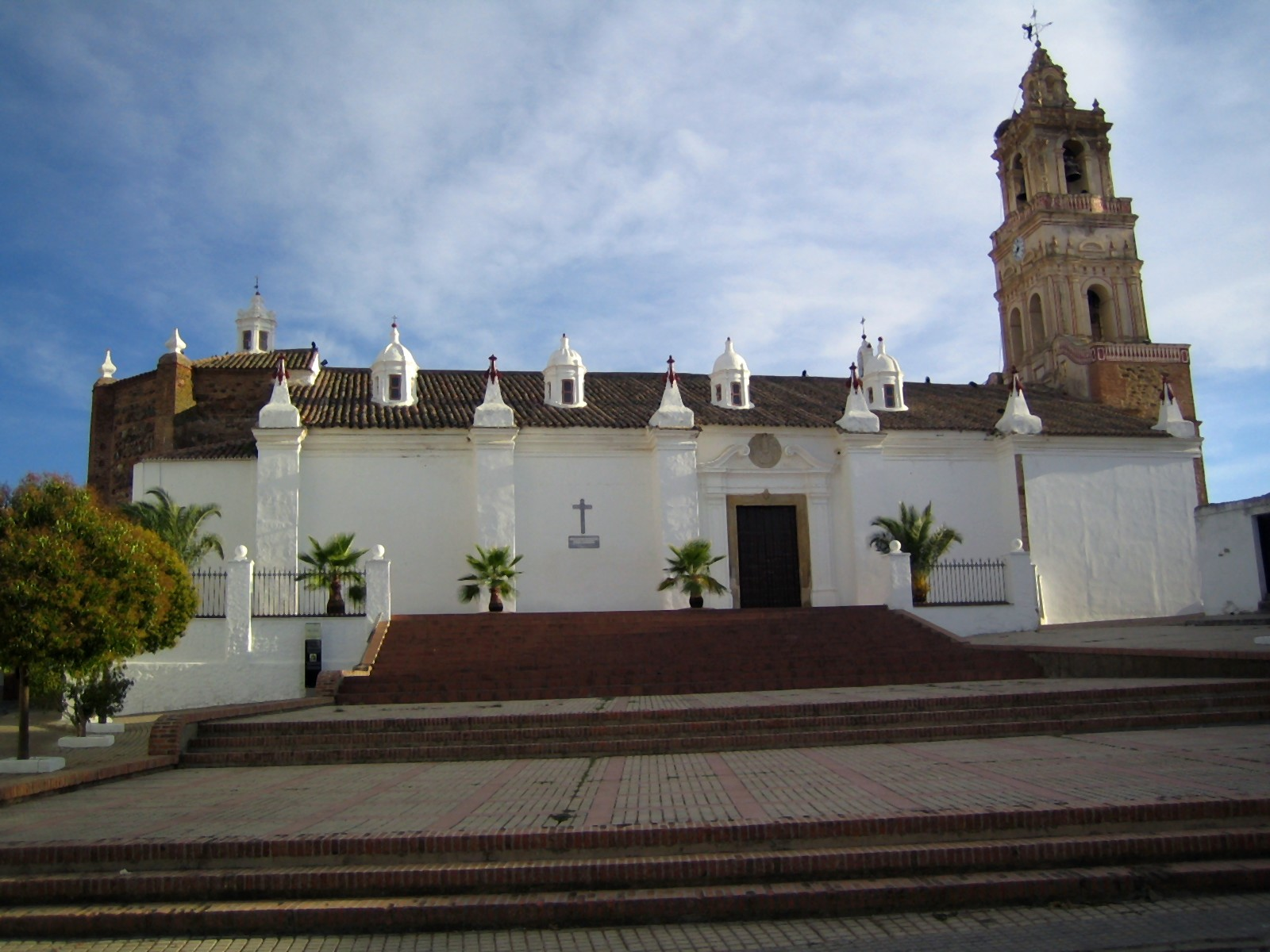
Iglesia Parroquial de Nuestra Señora de Gracia de Berlanga

Iglesia parroquial católica de Nuestra Señora de Gracia fue declarada Bien de Interés Cultural en 1991.
Ver también en la Archidiócesis de Mérida-Badajoz.

## Personas destacadas
- Jacobo Rodríguez Pereira. Pedagogo y primer profesor de sordos de Francia.
- Antón de Arriaga. Poblador mexicano.
- Francisco Rubio Llorente. Jurista español.
- José Sánchez Barragán y Vera. Obispo de Osma y Ceuta.
- Rafael Valencia. Arabista y profesor universitario.